# Max Schürer
Max Schürer (ur. 18 kwietnia 1910 w Wiedniu, zm. 10 października 1997 w Bernie) – szwajcarski astronom. W latach 1947–1980 był dyrektorem Instytutu Astronomicznego na Uniwersytecie w Bernie. Był również jednym z inicjatorów powstania obserwatorium astronomicznego w Zimmerwaldzie w 1956 roku. Zajmował się obliczeniami orbit planetoid. Jest również odkrywcą w marcu 1957 roku supernowej SN 1957A w galaktyce NGC 2841.
Studiował matematykę i astronomię w Bernie. W 1935 znalazł posadę asystenta w Instytucie Astronomicznym Uniwersytetu w Bernie. W 1937 uzyskał doktorat z matematyki, fizyki i astronomii. W 1946 został profesorem nadzwyczajnym astronomii, a w 1949 profesorem zwyczajnym. Nazwiskiem Maxa Schürera została nazwana planetoida (2429) Schürer.